# Mannschaftsmeisterschaft in Judo 1968
Die Mannschaftsmeisterschaft 1968 ermittelte zum 10. Mal den Österreichischen Mannschaftsmeisters im Judo. Sie wurde vom Österreichischen Judoverband ausgetragen. Sieger war zum 3. Mal der Vereinsgeschichte der PSV Salzburg.

## Abschlusstabelle
| Position | Mannschaft   | Stadt    |
| 1        | PSV Salzburg | Salzburg |

Stand: 2025-01-13